# Pékin-Paris

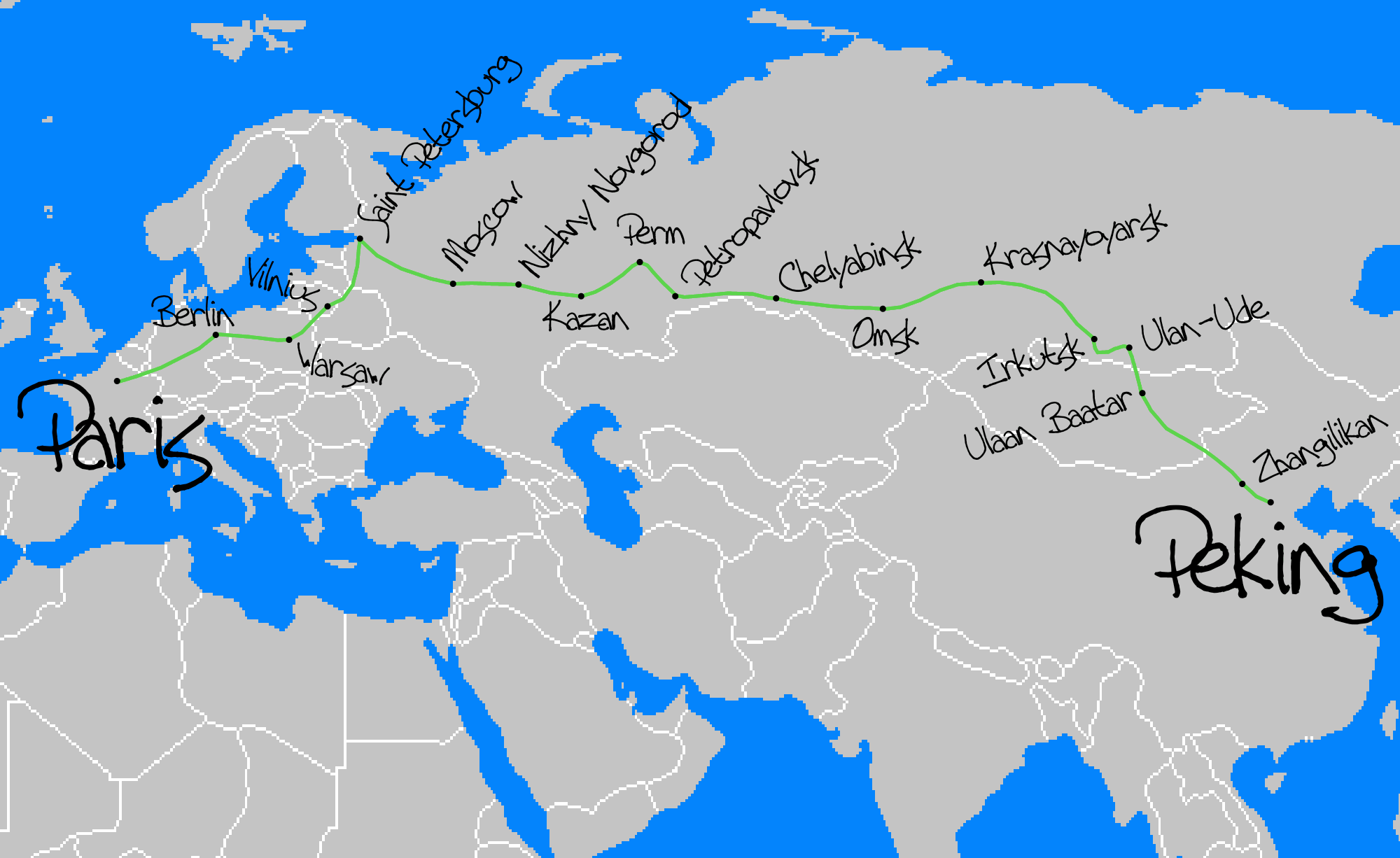
La carte du parcours eurasiatique.

La course Pékin-Paris est considérée comme l'un des tout premiers grands raids automobiles.

## Histoire

### Organisation, préparation et concurrents
Inventée par Eugène Lelouvier, un aventurier normand, et lancée par le journal français Le Matin le 31 janvier 1907. Le fait que le marquis de Dion ait répondu positivement dans la journée (proposant d'engager trois véhicules), il est supposé qu'il a participé à élaborer la course. Initialement, le départ devait se faire à Paris mais les organisateurs décident finalement d'inverser le sens du rallye automobile, afin de lui assurer une meilleure couverture médiatique. Son départ fut donné de Pékin le 10 juin 1907.
L'épreuve se déroule à une époque où l'industrie automobile est encore balbutiante, ce type d'événement permettant de promouvoir ses progrès. D'une longueur de 16 000 kilomètres, il s'agit alors de la plus grande épopée automobile jamais organisée.
Pour sa première édition, quarante équipages se sont pré-inscrits mais seulement cinq équipes firent livrer leurs véhicules à Pékin - en cause le côté périlleux et sans garantie de réussite du voyage, et les responsables du transfert des voitures d'Europe en Chine demandaient une caution de 2 000 francs). Devant le faible nombre de participants le Comité d'organisation de course décida d'annuler purement et simplement l'épreuve, mais les cinq « téméraires » décidèrent malgré tout de se disputer le challenge, sans règles clairement bien établies au départ, ni aucune assistance, ni carnet de route, ni même de cartes routières le plus souvent. Le seul prix prévu à l'arrivée parisienne étant un simple magnum de champagne Mumm (une source mentionne cependant un prix de 10 000 francs).
Cinq concurrents prirent ainsi part au rallye. Quatre arrivèrent à Paris (abandon du tricycle Contal 6 ch. guidé Contal (cyclecar français) d'Auguste Pons, père de la chanteuse Lily Pons), après avoir parcouru plus de 16 000 km, en 44 jours pour le premier :
- 1er :  Prince Scipion Borghese (1871-1927) avec le mécanicien Ettore Guizzardi (1874-1947) et le journaliste du Corriere della Sera et du Daily Telegraph Luigi Barzini Sr. (1861-1946, qui raconte son voyage dans des carnets de note) – la femme du prince, Anna Maria, les accompagne aussi[1] –, sur Itala 4 cylindres de 7 433 cm3, le 10 août en 44 jours, chaussée en pneumatiques Pirelli ;
- 2e :  Charles Godard[2] avec Jean du Taillis (journaliste du Matin[1]), sur Spyker en 64 jours ;
- 3e :  Georges Cormier[3],[4], sur De Dion-Bouton (avec le journaliste Eduardo Longoni) ;
- 4e :  Victor Collignon, également sur De Dion-Bouton (avec le mécanicien Bizac[1]).

Des chameaux transportèrent préalablement le carburant à répartir en des points réguliers tout le long du trajet asiatique. L'itinéraire suivi était empiriquement le même que celui du télégraphe, pour assurer une bonne couverture médiatique dans les journaux de l'époque. Chaque voiture avait un journaliste embarqué comme passager, qui envoyait ainsi ses impressions de voyage à chacune des haltes télégraphiques.
Le départ est donné le 10 juin, après que le gouvernement chinois a accepté de ne plus bloquer la délivrance des passeports (il supportait alors difficilement les humiliations européennes depuis le XIXe siècle). À 8 h 30, la femme du secrétaire de la légation de France, Madame Boissonas, donne le départ après quelques discours. Lors du premier jour, seulement 60 km sont parcourus, ce qui fait dire au Figaro de l'époque : « Les verrons-nous jamais arriver ? ». Le terrain difficile jusqu'à Kalgan demande en effet une progression lente. Par la suite, les équipages peuvent faire 160 km par jour.

### Trajet
La route entre Pékin et le lac Baïkal (près duquel un pont de bois se casse au passage d'un véhicule, dont l'avant termine dans la rivière) avait alors uniquement été parcourue antérieurement à cheval.
L'équipage italien favori était si confiant en ses chances de victoire que le prince (qui pointe parfois à 100 km/h) se permit même le luxe d'un détour de Moscou vers Saint-Pétersbourg pour un dîner avec ses coéquipiers, avant de réintégrer la course en région moscovite (il a franchi l'Oural un mois après le départ). Le 5 août, le prince entre à Berlin et cinq jours plus tard approche de Paris, la Garde républicaine venant à sa rencontre au pont de Joinville.
L'événement n'était pas censé être une réelle compétition au départ, mais il l'est rapidement devenu en raison de son caractère très novateur et surtout de la supériorité technologique de la voiture italienne.
Le second au classement final était pratiquement sans un sou à son arrivée à Pékin, si bien qu'il dut demander aux autres équipes de lui fournir gratuitement le carburant pour sa Spyker, dont il n'était même pas le propriétaire. Il fut d'ailleurs arrêté un temps pour fraude en fin de course.
Ravins, boues, sables mouvants et fragiles ponts sur rivières non conçus pour de tels véhicules étaient à leur programme. Le cyclecar Contal s'enlisa dans le désert de Gobi et ne put repartir, Auguste Pons ayant eu la chance d'être secouru à temps par la population locale.
À l'avant-dernière étape qui devait les mener de Soissons à Compiègne, Cormier et Collignon (respectivement 2e et 3e du tronçon) firent halte au café de Couloisy situé sur la RN 31, afin de faire le plein en bidons de carburant et de se désaltérer. Ils furent accueillis par le marquis Jules-Albert de Dion et le petit père Bouton au garage Chauviet de Compiègne. Le lendemain une foule en liesse les escorta dans les rues de Paris jusqu'à l'arrivée (des drapeaux français et italiens sont installés sur des mats), devant le siège du journal Le Matin. Le public crie « Vive le prince ! » et ce dernier apparaît au balcon, alors que l'hymne national italien retentit. Il adresse un télégramme à la direction Pirelli : « Sommes arrivés avec pneumatiques avant montés à Omsk. Sommes très satisfaits. N'avons utilisé que 16 enveloppes et chambres depuis le départ de Pékin. Borghese. » Les autres concurrents arrivent vingt jours plus tard, hormis Auguste Pons, qui est tombé en panne dans le désert de Gobi et qui a été recueilli par des nomades.
Trois participants publièrent le récit de l'aventure très rapidement, dès 1907, avec de nombreuses photographies, en français et en italien pour ce qui concerne le journaliste Barzini en 1908 (cf. bibliographie).

### Galerie

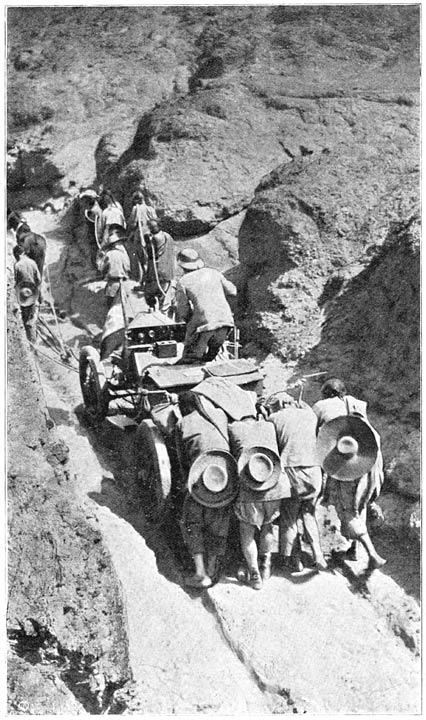
L'Itala poussée par des coolies dans un corridor rocailleux à Lian-ya-miao (Chine);
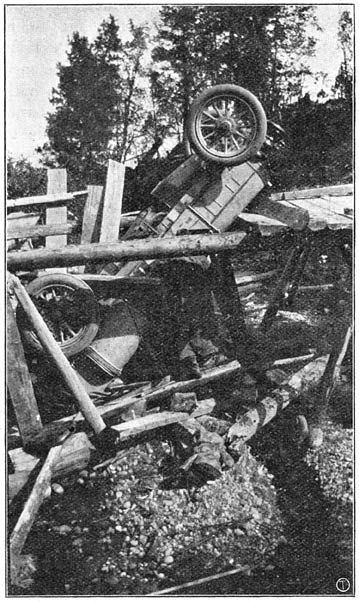
Accident sur un pont vétuste pour l'Italia dans le Kraï de Transbaïkalie;
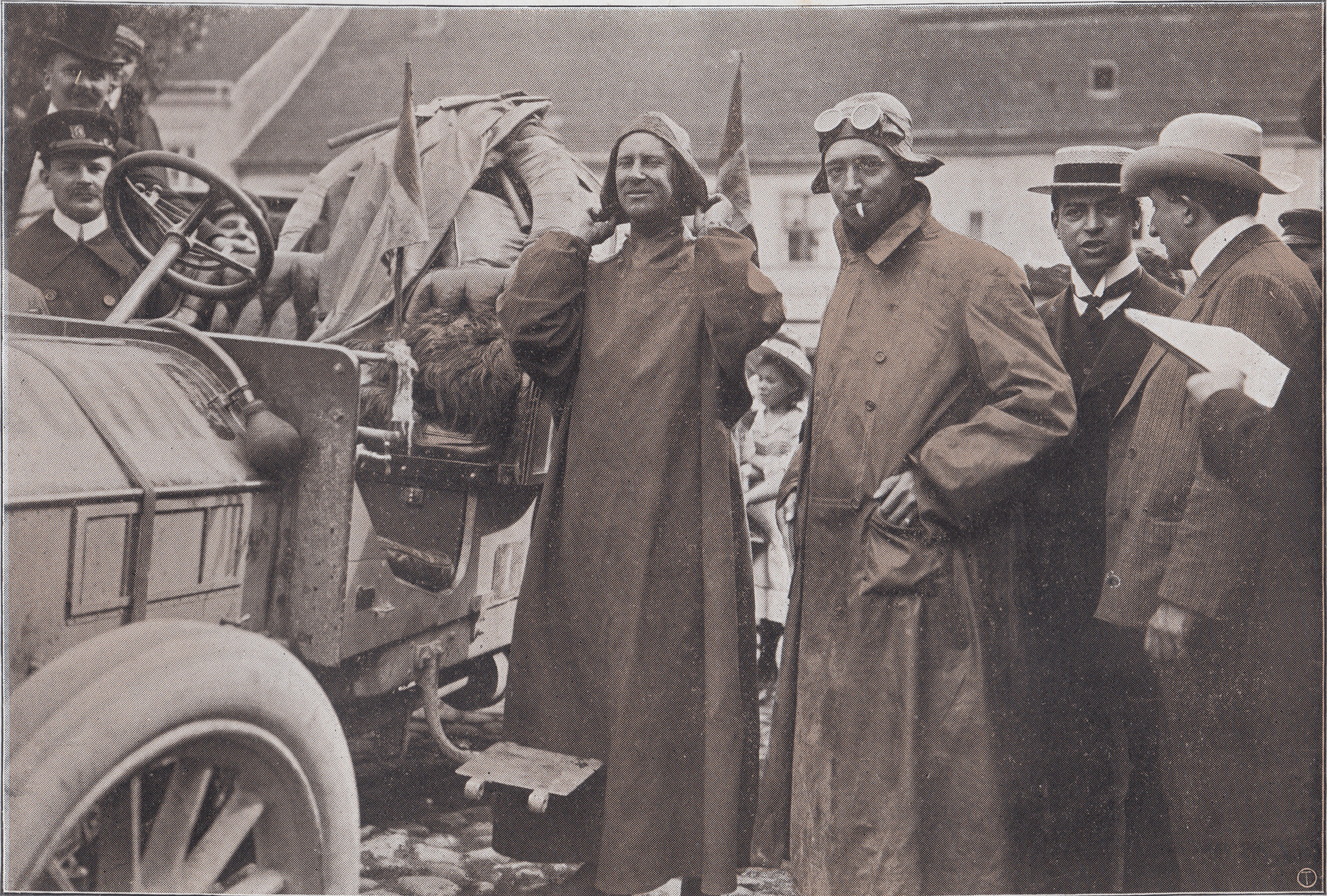
Le journaliste Luigi Barzini (au centre) et le Prince Borghèse (à gauche) lors de leur arrivée à Berlin.

## Autres versions de la course

### London To Peking Motor Challenge (1990)
- Naissance du premier London To Peking Motor Challenge, organisé par la Société Jules Verne durant le printemps dans la direction opposée à celle du raid originel. Pékin s'appelle désormais officiellement Beijing, mais l'ancien nom est conservé. Le départ s'organise depuis Marble Arch (Londres) avec le soutien personnel du petit-fils de Luigi Barzini. Les équipages traversent le Channel  sur un P&O Ferry. De là le parcours est libre jusqu'au point de réunification à Istanbul. La Turquie et la Georgie sont alors traversées, ce dernier pays autorisant pour la première fois des voitures privées occidentales à emprunter ses routes. Un nouveau ferry permet alors la traversée de la mer Caspienne, les pilotes poursuivant leur trajet à travers le Turkménistan, l'Ouzbékistan et le Kirghizistan, avant l'entrée en Chine. Après la traversée du désert de Gobi, Pékin est à son tour atteinte le 4 juin 1990. L'expédition est alors un simple Goodwill Tour, sans enjeu réel à la clé. Sont acceptés des véhicules anciens dits "vintage", des motos avec ou sans side-car et des 4x4 modernes. Sur les 20 équipages préinscrits, 19 ont effectué le trajet. Un reportage d'une heure narré par l'acteur Cliff Robertson est diffusé par la suite sur la chaine américaine télévisée ESPN.

## Peking to Paris

### 1reédition (1992)
- René Metge organise le Paris-Moscou-Pékin d'ouest en est, long de 16 000 kilomètres l'année précédant la création de la Coupe du monde des rallyes tout-terrain, disputé durant pratiquement tout le mois de septembre (plus long rallye-raid moderne jamais disputé par des équipages de constructeurs officiels). Pierre Lartigue et Michel Périn sur Citroën ZX Rallye-raid remportent ce marathon routier. S'ensuivent alors quatre ans plus tard deux autres épreuves chaque fois un peu plus courtes dans le même sens, toujours en Coupe du monde, le Master Rallye Paris-Oulan-Bator en 1996 (vainqueurs Ari Vatanen et Gilles Picard), et le Master Rallye Paris-Samarcande-Moscou en 1997 (vainqueurs A. Vatanen toujours, avec Fred Gallagher), à chaque fois encore à bord d'une Citroën ZX RR.

### 2eédition (1997)
- Départ du second Peking to Paris Motor Challenge, avec alors 94 véhicules uniquement « vintage » qui empruntent un itinéraire plus au sud, à travers le Tibet, l'Inde, le Pakistan, l'Iran, la Turquie, la Grèce, l'Italie et enfin la France, par conséquent dans le vrai sens est-ouest cette fois. Les Anglais Phil Surtees et John Bayliss remportent ce qui devenu une vraie course, sur Willys Jeep de 1943. L'écrivaine britannique Rosie Thomas prend part à l'aventure et relate cette expérience en détail dans son ouvrage Border Crossing.

### 3eédition (2005)
- Le 18 avril 2005, une Fiat 500 R de 1973 spécialement préparée démarre de Bari direction Turin, pour effectuer seule le trajet vers Pékin le lendemain[5]. Le but est de relier entre elles les deux villes olympiques à venir (hiver 2006, et été 2008)[6]. Elle parvient à parcourir les 9 900 miles, soit 16 000 km, en traversant toute la Russie jusqu'à Vladivostok pour rallier ensuite la place Tian'anmen. L'équipage est composé de Danilo Elia et de Fabrizio Bonserio, qui prennent soin de respecter une grande partie du trajet d'origine. Les deux hommes effectuent un raid de 90 jours, arrivant à bon port le 18 juillet[7]. Elia écrit à son tour un livre à propos de cette expédition en solitaires, avec Susanne Meyerhöfer, La bizzarra impresa, traduit en 2009 par le National Geographic Deutschland sous le titre de Echt Abgefahren[8].
- Moins d'un mois plus tard, le 15 mai 2005, cinq voitures emmenées par Lang Kidby quittent à leur tour Bejing[9], toutes fortement similaires aux modèles originaux : une Spyker de 1907, une Itala de 1907, deux De Dion-Bouton (l'une de 1907 et l'autre de 1912), ainsi qu'une réplique du tricycle-voiture Contal français. L'Australian Broadcasting Corporation tire de l'évènement un documentaire télévisé en quatre parties intitulé Peking to Paris - The Great Expedition, présenté par Warren Brown l'un des deux pilotes de l'Itala et par un dessinateur du journal The Sydney Daily Telegraph. La traversée transcontinentale fait passer aux divers équipages 59 jours sur la route. Ils découvrent ainsi 10 pays et parcourent au total 14 000 kilomètres au volant[10].

### 4eédition (2007)
- En 2007, l'Endurance Rally Association organise un rassemblement pour célébrer le centenaire de la course originelle de 1907, le Peking to Paris Motor Challenge. Contrairement à l'édition de 1997 également organisée par Philip Young, cet événement-ci renoue plus fidèlement avec le parcours emprunté par le Prince Borghese en 1907 dans l'Itala gagnante, l'ensemble du trajet asiatique se situant désormais beaucoup moins au sud. De Beijing, les concurrents vont au nord jusqu'à la frontière mongole à Zamyn-Üüd puis, comme dans l'itinéraire initial de 1907, ils rallient Oulan-Bator et arrivent en Russie par Tsagaannuur (Bayan-Ölgii) en Sibérie, se dirigeant alors vers Moscou. De là ils vont à Saint-Pétersbourg où ils festoient comme ils se doit 100 ans après le Prince, puis ils transitent par les Pays baltes pour finir à Paris. 126 modèles anciens "vintage" ont répondu présents, le plus vieux étant une Mercedes de 1903. La difficulté majeure du rallye-raid s'est avérée être la confrontation avec le désert de Gobi et ses chemins caillouteux encore et toujours défoncés. 106 équipages parviennent malgré tout au but parisien au bout de 36 jours. La course a couvert 10 000 miles, soit 16 000 km. Les éditions de 2008 à 2010 sont par la suite bâties selon le même principe.

### 5eédition (2013)
- Après une interruption de deux ans, l'épreuve Peking to Paris Motor Challenge est relancée le 28 mai 2013, mais un décès féminin britannique est à déplorer en Sibérie à Tioumen à la suite d'une collision entraînant également la mort de deux autres personnes[11]. La durée de cette édition est de 33 jours.

### 6eédition 2016

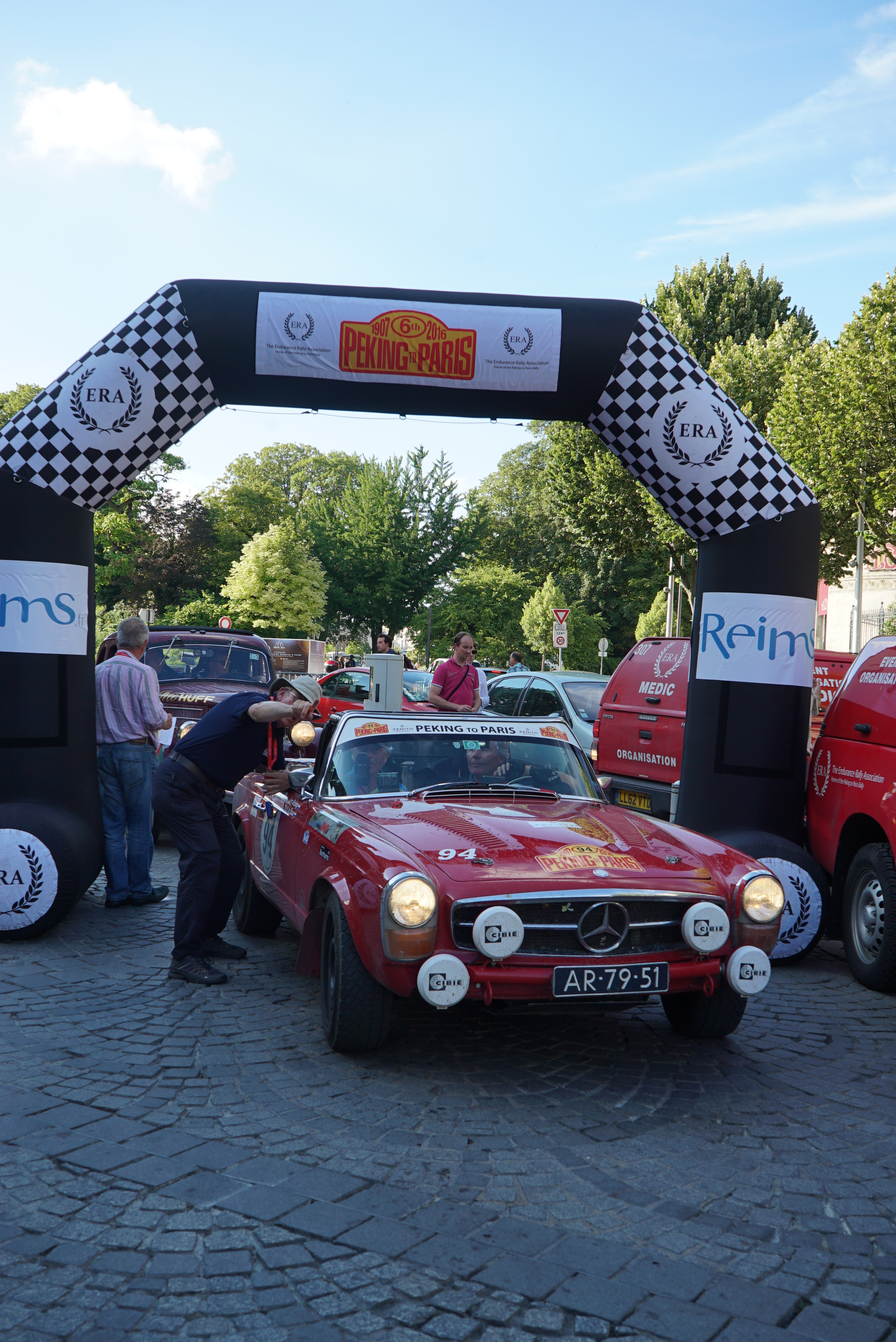
De passage à Reims en 2016.

Plus de cent concurrents ont participé au rallye.

### 7eédition 2019
Le départ de l'édition du rallye Pékin-Paris est donné le 2 juin 2019. pour une arrivée à Paris le 7 juillet 2019 sur la Place Vendôme à Paris.